# Varpulan tekojärvi
Varpulan tekojärvi är en sjö i kommunen Seinäjoki i landskapet Södra Österbotten i Finland. Sjön ligger 91,6 meter över havet. Arean är 4,54 kvadratkilometer och strandlinjen är 25,61 kilometer lång. Sjön  ingår i Lappo å huvudavrinningsområde.   Den ligger omkring 13 kilometer öster om Seinäjoki och omkring 300 kilometer norr om Helsingfors. 
Varpulan tekojärvi ligger sydöst om Hirvijärven tekojärvi. 